# Суй
Империя Суй (кит. упр. 隋, пиньинь Suí) — китайское государство, существовавшее в 581—618 годах и объединившее страну после продолжительного периода смуты. Осуществила ряд социально-экономических реформ и крупных строительных проектов.
Продолжительным наследием династии Суй был Великий канал. С восточной столицей Лоян в центре сети, она связывала западную столицу Чанъань с экономическими и сельскохозяйственными центрами Востока в направлении Ханчжоу и с северной границей близ современного Пекина. В то время как насущные первоначальные мотивы заключались в отправке зерна в столицу, а также в транспортировке войск и военной логистике, надёжные внутренние транспортные связи облегчили внутреннюю торговлю, поток людей и культурный обмен на протяжении веков. Наряду с расширением Великой Китайской стены и строительством восточной столицы — Лояна, эти мегапроекты, возглавляемые эффективной централизованной бюрократией, собирали миллионы призванных рабочих из большой базы населения, что стоило больших человеческих жизней.
После серии дорогостоящих и катастрофических военных кампаний против Когурё, одного из Трёх корейских государств, завершившись поражением в 614 году, династия распалась в результате серии народных восстаний, кульминацией которых стало свержение и убийство императора Ян-ди его сановниками в 618 году. Династия, просуществовавшая всего тридцать семь лет, была подорвана грандиозными войнами и строительными проектами, которые истощили её ресурсы. В частности, при императоре Ян-ди высокие налоги и обязательные трудовые повинности в конце концов вызвали массовые восстания и кратковременную гражданскую войну после падения династии.

## Основание империи
Период III—VI веков был одним из самых тяжёлых в истории Китая. После падения империи Хань (220) и распада империи в экономике государства произошёл резкий упадок. Многие древние города были разрушены, земледелие на севере страны деградировало.
С течением времени «варварское» государство табгачей Северная Вэй в значительной мере китаизировалось, его военная мощь ослабла. Возникла угроза вторжения в Китай орд Тюркского каганата. В конце VI века в северокитайском государстве Северная Чжоу (наследовавшем Вэй) к власти удалось прийти китайским и китаизированным табгачским аристократам во главе с Ян Цзянем. Благодаря отрицательному отношению большинства китайцев к феодальной раздробленности, а также воле аристократии к консолидации против внешних врагов и внутренних экономических проблем, Ян Цзянь и его сторонники смогли относительно легко добиться объединения страны. В 581 году Ян Цзянь был провозглашён под именем Вэнь-ди императором новой империи Суй. Он стал первым за более чем 300 лет правителем, чья власть распространялась на весь Китай.
Согласно А. С. Шабалову, императоры династии Суй позиционировали себя табгачами, хотя и были сильно китаизированы. По его мнению, Суй наряду с Вэй, Тан и Ляо была одной из древнемонгольских династий, основанных на территории Китая.

## Социально-экономические реформы
Покорение юга было проведено без крупного кровопролития и разрушений — т. о. экономика юга (монетаризированная, в отличие от северной) оказалась важным подспорьем в имперском развитии. Благодаря стабильности, в городах начала развиваться торговля, образовались купеческие и ремесленные гильдии. Снижением налогов и отменой ряда государственных монополий Ян Цзяню удалось форсировать дальнейшее развитие торговли и земледелия. В 583 был принят новый свод законов, значительно упрощающий и рационализирующий предшествующие варианты.
Однако в 604 году император был убит своим собственным сыном, Ян Гуаном, после чего тот занял трон под именем Ян-ди. Ян Гуан значительно радикализировал и ужесточил аграрную политику. Земельные наделы крестьян были уменьшены, а налоги и подати увеличены, причём большая часть из них поступала в казну, а не на местные нужды. В связи с реализацией таких эпохальных проектов как Императорский Канал, возросли также трудовые повинности. Ян Гуан стремился ещё сильнее централизировать власть в Китае и лишить оппозиционные двору локальные элиты остатков влияния. С другой стороны, Ян Гуан поддерживал науку и культуру, ввёл экзамены на государственные должности и укрепил позиции гражданских чиновников перед военными.

## Крупнейшие проекты
Несмотря на непродолжительное время существования, империя Суй оставила после себя достаточно грандиозных сооружений, принёсших Китаю немалую славу и пользу. К крупнейшим может быть отнесена основательная перестройка полуразрушившейся к тому времени китайской стены; прокладка Великого (Императорского) Канала — вплоть до XIX века являвшегося крупнейшим искусственным водным путём мира, а также возведение дворцового ансамбля в Лояне — новой столице империи, поражавшего своим великолепием.
На строительстве столичного дворцового комплекса трудилось до двух миллионов человек, на реконструкции Великой Стены и прокладке Императорского Канала — по одному миллиону. Широко использовался полурабский труд закабалённых крестьян.
Великий Императорский Канал соединил реки Янцзы и Хуанхэ, богатый плодородный Юг и возрождающийся после эпохи набегов варваров Север. Он стал важнейшим торговым путём внутри Китая, главной транспортной артерией для перевозки зерна, продовольствия, товаров на столетия вперёд.

## Внешняя политика
Внешняя политика империи Суй характеризуется многочисленными войнами, которые китайские правители вели, главным образом, против государств Корейского полуострова и северных племён, а также конфронтацией с Тюркским каганатом.
Практически покорив малонаселённый полуостров Ляонин, суйский Китай в 612 году выступил против корейских государств Пэкче и Когурё в союзе с государством Силла. Через два года война закончилась безрезультатно, изрядно истощив казну.
Серьёзнейшим соперником Китая того времени являлся Тюркский каганат. За неимением военной силы, достаточной для разгрома этой империи кочевников или даже для уверенного отражения её набегов, Суйская империя чаще всего строила свои отношения с каганатом на умелой дипломатии.
Оба императора Ян-ди и Вэнь-ди отправили военные экспедиции во Вьетнам, поскольку Аннам в Северном Вьетнаме был включен в состав Китайской империи более 600 лет назад во времена династии Хань (202 г. до н. э. – 220 г. н. э.). Однако государство Тямпа в Центральном Вьетнаме стало главным противником китайских вторжений на его Север. Согласно Ибрей, Уолтхоллу и Пале, эти вторжения стали известны как кампания Линьи-Тямпы (602-605).
Район Ханоя, ранее принадлежавший династиям Хань и Цзинь, был легко возвращен местным правителем в 602 году. Несколько лет спустя армия Суй продвинулась дальше на юг и была атакована войсками на боевых слонах из Чампы в Южном Вьетнаме. Армия Суй притворилась отступающей и вырыла ямы, чтобы заманить слонов в ловушку, заманила войска Тямпы в атаку, а затем использовала арбалеты против слонов, заставляя их развернуться и растоптать своих собственных солдат. Хотя войска Суй одержали победу, многие из них умерли от болезней, так как у северных солдат не было иммунитета к тропическим болезням, таким как малярия:90.

## Закат Династии
Непомерные налоги и повинности, зачастую нечеловеческие условия труда на великих стройках империи и военные неудачи в Корее обусловили растущее недовольство простого народа. В провинциях Шаньдун и Хэнань вспыхнули восстания, в ходе которых повстанцы провозгласили собственное царство. Кроме того, началось брожение в среде аристократии. В 617 году один из родственников Ян Гуана, Ли Юань, совершил переворот в третьем по величине и значимости городе страны — Тайюане. Вскоре восставшая знать с помощью союзных тюркских племён заняла древнюю столицу Чанъань. Ян Гуан бежал на юг и был убит собственной стражей. Ли Юань провозгласил основание империи Тан. Значительную роль в свержении суйского Китая сыграл Восточно-тюркский Каганат.

## Итоги
Империя Суй сыграла решающую роль в объединении Китая после более чем четырёхвекового периода деградации и распада. Императорам Суй удалось сохранить единство страны, укрепить её положение, реализовать ряд грандиозных проектов а также возродить во всех слоях китайского общества чувство национального достоинства, уверенности и стабильности. Империя Суй подготовила почву для дальнейшего развития во времена империй Тан и Сун.

## Императоры Суй
| Посмертное имя                                                     | Личное имя              | Годы правления | Эра летоисчисления и годы эры                                      |
| ------------------------------------------------------------------ | ----------------------- | -------------- | ------------------------------------------------------------------ |
| Исторически наиболее употребительная форма: «Суй» + посмертное имя |                         |                |                                                                    |
| Вэнь-ди 文帝 Wéndì                                                 | Ян Цзянь 楊堅 Yáng Jiān | 581—604        | - Кайхуан (開皇 Kāihuáng) 581—600 - Жэньшоу (仁壽 Rénshòu) 601—604 |
| Ян-ди 煬帝 Yángdì                                                  | Ян Гуан 楊廣 Yáng Guǎng | 605—617        | - Дае (大業 Dàyè) 605—617                                          |
| Гун-ди 恭帝 Gōngdì                                                 | Ян Ю 楊侑 Yáng Yòu      | 617—618        | - Инин (義寧 Yìníng) 617—618                                       |

В Янчжоу, в квартале Ханьцзян, китайскими археологами обнаружена гробница императора Ян-ди. Обнаружены также изделия из меди и нефрита.